# 薩爾米恩托縣 (丘布特省)

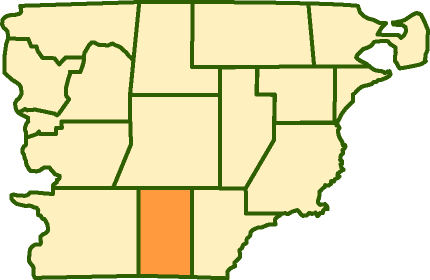

45°35′S 69°5′W / 45.583°S 69.083°W
薩爾米恩托縣（西班牙語：Departamento Sarmiento），是阿根廷的縣份，位於該國中部丘布特省，首府設於薩爾米恩托，始建於1897年6月27日，面積660平方公里，海拔高度258米，2010年人口11,124，人口密度每平方公里16.85人。